# Burela
Burela é um município da Espanha na província de Lugo, comunidade autónoma da Galiza, de área 7,3 km² com população de 9171 habitantes (2008) e densidade populacional de 1.256,30 hab/km².

## Demografia
| Variação demográfica do município entre 1991 e 2004 | Variação demográfica do município entre 1991 e 2004 | Variação demográfica do município entre 1991 e 2004 | Variação demográfica do município entre 1991 e 2004 |
| --------------------------------------------------- | --------------------------------------------------- | --------------------------------------------------- | --------------------------------------------------- |
| 1995                                                | 1999                                                | 2003                                                | 2007                                                |
| 7834                                                | 7939                                                | 8380                                                | 8873                                                |